# تيرول
تيرول (تاريخيًا Tyrole؛ الألمانية النمساوية: Tirol؛ الإيطالية: Tirolo) هي منطقة تاريخية في جبال الألب —في شمال إيطاليا وغرب النمسا. كانت المنطقة تاريخيًا قلب مقاطعة تيرول ، وهي جزء من الإمبراطورية الرومانية المقدسة ، والإمبراطورية النمساوية والمجر ، منذ تشكيلها في القرن الثاني عشر حتى عام 1919. في عام 1919، بعد الحرب العالمية الأولى وتفكك النمسا-المجر ، تم تقسيمها إلى جزأين إداريين حديثين من خلال معاهدة سان جيرمان أونلي:
- دولة تيرول: تشكلت من خلال اندماج شمال وشرق تيرول ، كجزء من النمسا
- منطقة ترينتينو ألتو أديجي: في ذلك الوقت كانت لا تزال مع سورامونت (كورتينا دامبيزو ، ليفينالونجو ديل كول دي لانا وكولي سانتا لوسيا) وبلديات فالفستينو وماغاسا وبيدمونتي ، التي استولت عليها المملكة الإيطالية في عام 1918، وبالتالي منذ ذلك الحين 1946 جزء من الجمهورية الإيطالية.

مع تأسيس المنطقة الأوروبية Tyrol-South Tyrol-Trentino ، أصبح للمنطقة كيانها القانوني الخاص منذ عام 2011 في شكل مجموعة أوروبية للتعاون الإقليمي.